# Alva
Alva é uma povoação portuguesa do Município de Castro Daire que foi sede da extinta Freguesia de Alva, freguesia que tinha 11,23 km² de área e 479 habitantes (2011), e, por isso, uma densidade populacional de 42,7 hab/km².
A Freguesia de Alva foi extinta em 2013, no âmbito de uma reforma administrativa nacional, tendo sido agregada às Freguesias de Mamouros e Ribolhos, para formar uma nova freguesia denominada União das Freguesias de Mamouros, Alva e Ribolhos com a sede em Mamouros.
Alva foi vila e sede de concelho entre 1514 e 1836. Este era constituído pelas freguesias de Alva, Mamouros e Pepim e tinha, em 1801, 936 habitantes.

## População
| População da freguesia de Alva | População da freguesia de Alva | População da freguesia de Alva | População da freguesia de Alva | População da freguesia de Alva | População da freguesia de Alva | População da freguesia de Alva | População da freguesia de Alva | População da freguesia de Alva | População da freguesia de Alva | População da freguesia de Alva | População da freguesia de Alva | População da freguesia de Alva | População da freguesia de Alva | População da freguesia de Alva |
| ------------------------------ | ------------------------------ | ------------------------------ | ------------------------------ | ------------------------------ | ------------------------------ | ------------------------------ | ------------------------------ | ------------------------------ | ------------------------------ | ------------------------------ | ------------------------------ | ------------------------------ | ------------------------------ | ------------------------------ |
| 1864                           | 1878                           | 1890                           | 1900                           | 1911                           | 1920                           | 1930                           | 1940                           | 1950                           | 1960                           | 1970                           | 1981                           | 1991                           | 2001                           | 2011                           |
| 540                            | 598                            | 592                            | 673                            | 737                            | 657                            | 812                            | 681                            | 732                            | 699                            | 681                            | 630                            | 550                            | 546                            | 479                            |

| Distribuição da População por Grupos Etários | Distribuição da População por Grupos Etários | Distribuição da População por Grupos Etários | Distribuição da População por Grupos Etários | Distribuição da População por Grupos Etários | Distribuição da População por Grupos Etários | Distribuição da População por Grupos Etários | Distribuição da População por Grupos Etários | Distribuição da População por Grupos Etários | Distribuição da População por Grupos Etários |
| -------------------------------------------- | -------------------------------------------- | -------------------------------------------- | -------------------------------------------- | -------------------------------------------- | -------------------------------------------- | -------------------------------------------- | -------------------------------------------- | -------------------------------------------- | -------------------------------------------- |
| Ano                                          | 0-14 Anos                                    | 15-24 Anos                                   | 25-64 Anos                                   | > 65 Anos                                    |                                              | 0-14 Anos                                    | 15-24 Anos                                   | 25-64 Anos                                   | > 65 Anos                                    |
| 2001                                         | 82                                           | 70                                           | 254                                          | 140                                          |                                              | 15,0%                                        | 12,8%                                        | 46,5%                                        | 25,6%                                        |
| 2011                                         | 60                                           | 46                                           | 240                                          | 133                                          |                                              | 12,5%                                        | 9,6%                                         | 50,1%                                        | 27,8%                                        |

Média do País no censo de 2001:  0/14 Anos-16,0%; 15/24 Anos-14,3%; 25/64 Anos-53,4%; 65 e mais Anos-16,4%
Média do País no censo de 2011:   0/14 Anos-14,9%; 15/24 Anos-10,9%; 25/64 Anos-55,2%; 65 e mais Anos-19,0%

## Património
- Pelourinho de Alva.

●Igreja Matriz de Alva, com Orago a S.Martinho.
●Capela de Nossa Sra da Penha.
●Souto

## Personalidades ilustres
- Conde de Alva

## Associações
- Rancho Folclórico Morenitas de Alva
- Grupo Desportivo e Recreativo de Alva
- Associação N Sra da Penha